# Sapintus creber
Sapintus creber es una especie de coleóptero de la familia Anthicidae.

## Distribución geográfica
Habita en Brasil.